# Maria Vittoria Viviani
Maria Vittoria Viviani (* 24. Februar 1999) ist eine italienische Tennisspielerin.

## Karriere
Viviani begann mit sechs Jahren das Tennisspielen und bevorzugt Hartplätze. Sie spielt hauptsächlich auf der ITF Women’s World Tennis Tour, wo sie bislang je einen Titel im Einzel und im Doppel gewann.
2017 wurde sie bei den Australian Open in ihrem Einzel der Juniorinneneinzel-Konkurrenz gegen Wang Xinyu nach dem Verlust des ersten Satzes mit 2:6 disqualifiziert, nachdem sie ein Ballkind mit dem Ball getroffen hatte, den sie seitlich weggeschlagen hatte.

## Turniersiege

### Einzel
| Nr. | Datum            | Turnier  | Kategorie | Belag   | Finalgegnerin         | Ergebnis      |
| --- | ---------------- | -------- | --------- | ------- | --------------------- | ------------- |
| 1.  | 6. November 2022 | Solarino | ITF W15   | Teppich | Jacqueline Cabaj Awad | 7:5, 0:6, 6:3 |

### Doppel
| Nr. | Datum             | Turnier | Kategorie   | Belag | Partnerin    | Finalgegnerinnen                    | Ergebnis |
| --- | ----------------- | ------- | ----------- | ----- | ------------ | ----------------------------------- | -------- |
| 1.  | 8. September 2018 | Triest  | ITF $15.000 | Sand  | Verena Hofer | Sara Marcionni Maria Aurelia Scotti | 6:3, 7:5 |